# Reżim rzeczny
Reżim rzeczny (reżym rzeczny, ustrój rzeczny) – charakterystyczny, rytmiczny przebieg zjawisk hydrologicznych w rzece w ciągu roku, ustalony na podstawie wieloletnich obserwacji.
Na reżim rzeczny składają się przebiegi: zasilania rzeki, stanów wody, przepływów, zlodzenia. Zależy głównie od klimatu danego terenu, rzeźby powierzchni Ziemi oraz budowy geologicznej zlewni. 
Typy reżimów rzecznych wyróżnia się na podstawie:
- stref klimatycznych, np. reżim rzeczny klimatów zimnych, klimatów suchych, śródziemnomorski,
- rodzaju zasilania rzeki, np. reżimy rzeczne: lodowcowy, deszczowy, śnieżny równinny, śnieżny górski.

Słowo "reżim" bywa też używane na określenie charakterystycznego dla danego miejsca przebiegu temperatur (reżim termiczny) lub opadów (reżim opadowy) w ciągu roku.
Typy reżimów
- deszczowy oceaniczny: wysokie stany wody zimą, spowodowane niskimi temperaturami, które zmniejszają parowanie wody (Loara, Tamiza, Moza)
- śnieżny: zwiększona ilość wody wiosną z powodu topniejących śniegów (Indygirka, Jukon, Mackenzie)
- lodowcowy: nadmiar wody spowodowany topnieniem lodów w letnich miesiącach (górny Rodan,)
- deszczowo śnieżny: wzmożone opady latem i topniejące śniegi wiosną wpływają na znaczny przyrost wody (Wisła, Odra)
- śródziemnomorski (Duero, Tyber, Ebro, Tag)
- równikowy (Kongo, Amazonka)
- monsunowy (Huang He, Jangcy)

Rzeki Polski charakteryzuje pięć typów reżimu
- śnieżny silnie wykształcony (w marcu lub kwietniu przepływ przekracza 180% średniego przepływu rocznego)
- śnieżny średnio wykształcony (w marcu lub kwietniu przepływ wynosi 130-180% średniego przepływu rocznego)
- śnieżny słabo wykształcony (w marcu lub kwietniu przepływ nie przekracza 130% średniego przepływu rocznego)
- śnieżno-deszczowy (w marcu lub kwietniu przepływ wynosi 130-180% średniego przepływu rocznego i wyraźnie zaznacza się wzrost przepływu w miesiącach letnich, wynosząc co najmniej 110% średniego przepływu rocznego)
- deszczowo-śnieżny (jeśli średni przepływ miesięcy letnich jest wyższy lub prawie równy średniemu przepływowi miesięcy wiosennych)

Reżim hydrologiczny danego przekroju rzeki określony jest przez jego stany charakterystyczne.
(Dynowska I. 94 r. "Reżim odpływu rzecznego")